# Connor Swindells
Connor Ryan Swindells (Lewes, 19 settembre 1996) è un attore e modello britannico.
È conosciuto principalmente per il ruolo di Adam Groff nella serie Netflix Sex Education.

## Biografia
Swindells è nato a Lewes, nell'East Sussex, il più giovane di quattro figli di Ian e Phoebe. Sua madre, di origine rom, morì di cancro intestinale quando Swindells aveva sette anni. Dopo la morte della madre, andò a vivere con suo padre dai nonni paterni a West Chiltington, fino a quando non si trasferirono a Billingshurst, nel distretto di Horsham nel West Sussex. Ha frequentato il Rydon Community College e la Steyning Grammar School. Ha abbandonato il college all'età di 17 anni.

### Carriera
Ha iniziato a recitare nel 2015, quando ha visto un poster per un'audizione locale e un suo amico lo ha sfidato a fare un'audizione; ottenendo il ruolo principale. Ha poi recitato in due commedie locali e ha ottenuto un agente alla fine del terzo film.
Nel 2017 ha recitato in un episodio di Harlots, interpretando Mostyn. È anche apparso in un episodio del dramma di Sky One, Jamestown, nel ruolo di Fletcher.
Nel marzo del 2017, Swindells è stato scelto per sostituire Joe Alwyn nei panni di Donald nel film del thriller psicologico The Vanishing - Il mistero del faro diretto da Kristoffer Nyholm. Le riprese sono iniziate ad aprile 2017, il film è stato distribuito il 4 gennaio 2019.
Nel 2018, ha recitato nel ruolo di Adam nel film drammatico VS. diretto da Ed Lilly.
Nel 2019, è apparso accanto a Asa Butterfield e Gillian Anderson nella serie commedia Netflix, Sex Education, come Adam Groff, il figlio del preside, un bullo con un rapporto teso con suo padre. La sua interpretazione è stata accolta con una reazione positiva da parte del pubblico. Nel 2023, Swindells è apparso in Barbie di Greta Gerwig, riunendosi con le sue co-star di Sex Education Ncuti Gatwa ed Emma Mackey.

### Vita privata
Swindells ha avuto una relazione con Aimee Lou Wood dal 2018 al 2020, conosciuta sul set di Sex Education. Nel 2020 inizia una relazione con l’attrice Amber Anderson, conosciuta sul set di Emma. I due si sono sposati nel 2024. Il loro matrimonio è stato officiato da Alistair Petrie, che interpreta il padre di Swindells in Sex Education.

## Filmografia

### Cinema
- VS, regia di Ed Lilly (2018)
- The Vanishing - Il mistero del faro (The Vanishing), regia di Kristoffer Nyholm (2018)
- Emma., regia di Autumn de Wilde (2020)
- Barbie, regia di Greta Gerwig (2023)
- Scoop, regia di Philip Martin (2024)
- Guglielmo Tell, regia di Nick Hamm (2024)

### Televisione
- Harlots – serie TV, episodio 1x03 (2017)
- Jamestown – serie TV, episodio 1x05 (2017)
- Sex Education – serie TV, 32 episodi (2019-2023)
- Vigil - Indagine a bordo (Vigil) – serie TV, 6 episodi (2021)
- SAS: Rogue Heroes – serie TV, 12 episodi (2022-2025)
- Le avventure senza capo né coda di Dick Turpin (The Completely Made-Up Adventures of Dick Turpin) – serie TV, episodi 1x05-1x06 (2024)
- The Bombing of Pan Am 103, regia di Michael Keillor – miniserie TV (2025)

## Doppiatori italiani
Nelle versioni in italiano delle opere in cui ha recitato, Connor Swindells è stato doppiato da:
- Alessandro Campaiola in The Vanishing - Il mistero del faro, Guglielmo Tell
- Manuel Meli in Sex Education, Scoop
- Gabriele Vender in Vigil - Indagine a bordo
- Davide Albano in Emma.
- Jacopo Venturiero in Barbie